# Arquipélago de Las Aves
O Arquipélago de Las Aves é um arquipélago no Mar do Caribe que faz parte das Dependências Federais da Venezuela. Ele está localizado ao norte da Venezuela no litoral dos estados de Aragua e Carabobo, entre a ilha holandesa de Bonaire, no oeste e o Arquipélago Los Roques ao leste. A pesca é a principal atividade económica das ilhas.

## Galeria

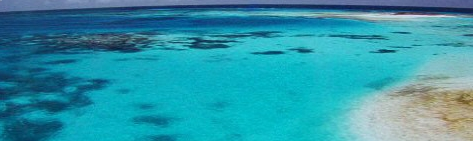
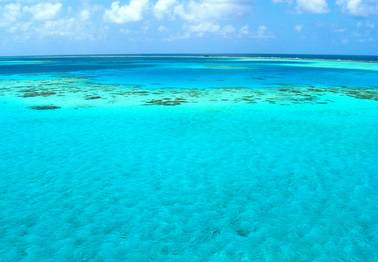
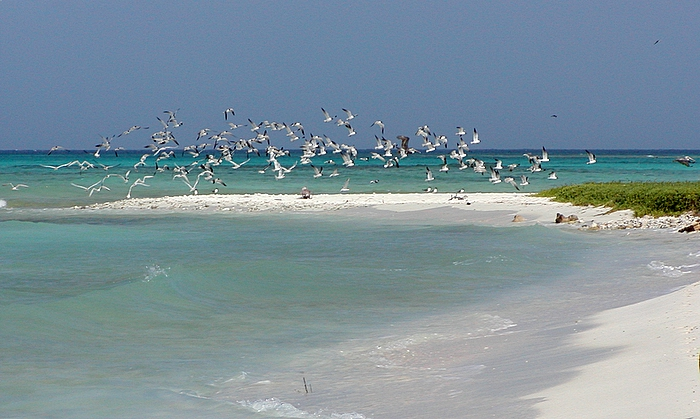
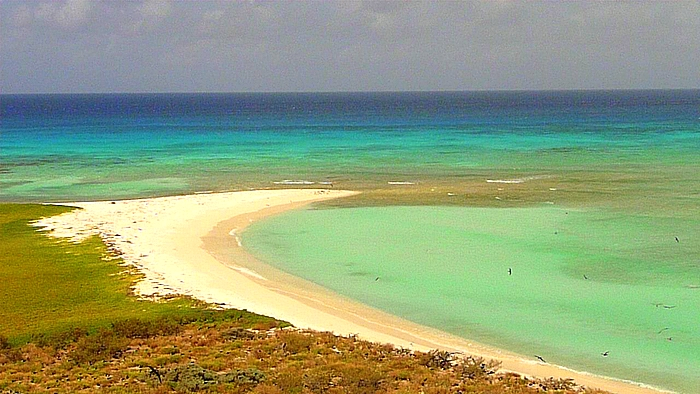

## Lista de ilhas

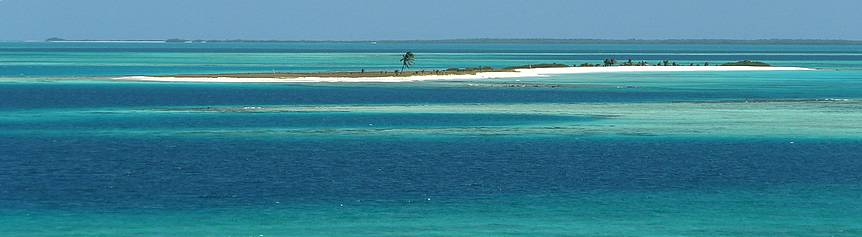
Arquipélago Las Aves

O arquipélago é constituído por dois complexos de atois:
- Aves de Barlovento, o grupo oriental, com um recife de 8 km de diâmetro e com três ilhotas no sudoeste
  - Isla Aves de Barlovento
  - Isla Tesoro
  - Cayo Bubi
  - Cayo de Las Bobas
- Aves de Sotavento, o grupo ocidental, na qual a ilha Maceta é apenas um grande mangue, descoberto na maré baixa.
  - Isla Aves de Sotavento
  - Isla Larga
  - Cayo Tirra
  - Isla Saquisaqui
  - Rochedos de La Colonia
  - Isla Apenas Enterrado Na Mesma Panela
  - Cayo Sterna

No total, são 21 ilhas e ilhotas em ambos os grupos. Apesar de possuírem nomes parecidos, a Ilha das Aves, que é a mais remota ilha reivindicada pela Venezuela, não localiza-se próxima ao arquipélago.

## História

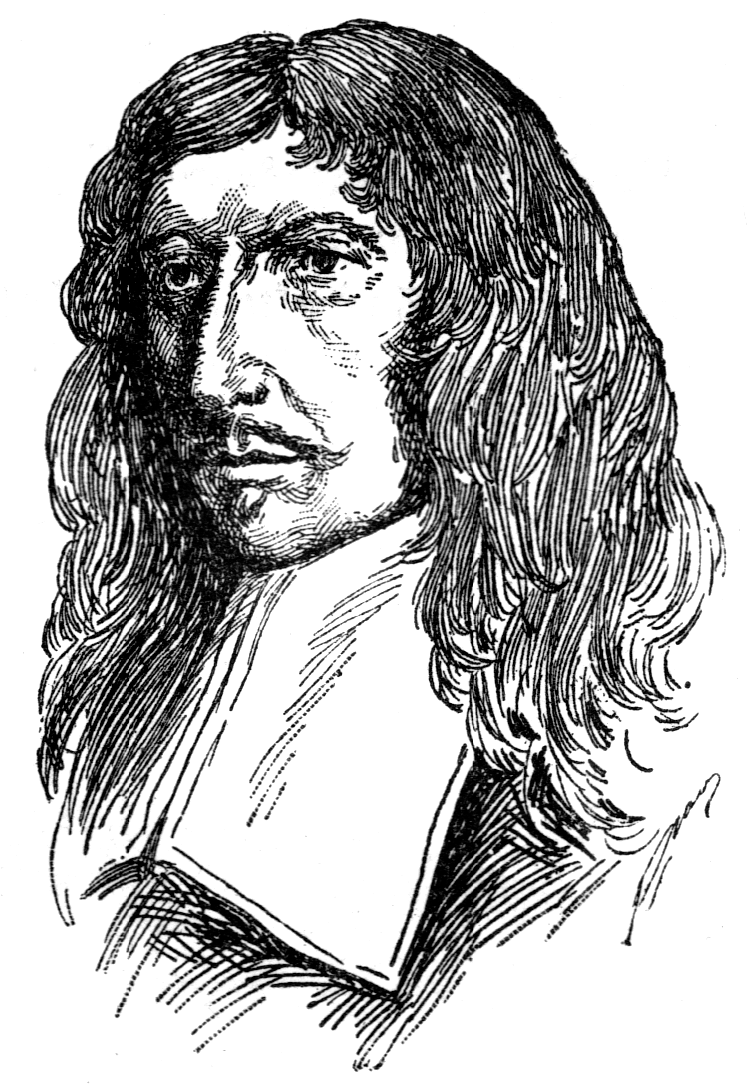
Almirante Jean d'Estrees

Las Aves foi o local de uma importante vitória holandêsa sobre os franceses, em 1678, quando uma frota francesa, comandada pelo Almirante Jean d'Estrees no seu caminho para capturar a vizinha ilha holandesa de Curaçao foi empurrada para os recifes de Aves de Sotovento por uma pequena força de três navios holandeses. Quando o navio de D'Estrees' no recife, ele disparou canhões como um aviso para os navios navegarem para longe dalí. No entanto, o sinal foi interpretado como se eles quisessem informar que estavam sendo atacados e precisavam de auxílio, a frota francesa que se aproximou do local também atingiu os recifes de corais.
Toda a frota francesa, de 13 de navios foi perdida. Os sobreviventes se encontraram sem água doce em Las Aves. Eles tentaram sobreviver com barris de vinho e carne salgada. O Almirante foi um dos poucos a ser resgatado. Em Curaçao, um Dia de Agradecimento é observado desde o século 18 até hoje, para comemorar a sorte da ilha de ter escapado de ser devastado pelos franceses.
Las Aves foi considerado pelos holandeses como posses de seu Caribe Holandês. O autor M. D. Teenstra em "As Índias Ocidentais Neerlandesas" (Amesterdão, 1836) escreve ainda: O Governo de Curaçao também inclui os ilhéus desabitados e rochas Próximas a Curaçao, Aves, Roques e Orchilla.